# Lauri Kara
Lauri Johannes Kara (tidigare Wikman), född 21 juli 1892 i Nurmijärvi, död i oktober 1919 i Detskoje Selo, Sovjetryssland, var elektriker och chef för Hyvinges röda gardes flygenhet under finska inbördeskriget.
Kara och hans mannar begick två massakrer. I Vichtis den 1 februari 1918 där de röda sköt 17 män som försökte nå den vita sidan från Helsingfors, däribland arkitekten Valter Thomé och hans två bröder, Ivar och William Thomé.
Redan före Vichtis begick Karas flygavdelning mord, 30 januari sköts delägaren Einar Wahlberg och hela kontorspersonalen ned i kontorstrappan på konstfiberfabriken Suomen Vanutehdas AB i Kaukas, Mäntsälä.
Hans hustru Elsa Kara (född Hietaniemi 7 november 1889) sköts 8 maj 1918 i Hyvinge, för att hon var "fru till en välkänd röd bandit."  .
Kara rymde efter kriget men togs den 11 maj och fördes till Kouvola fångläger. De som fångat honom visste emellertid inte hur betydande fången var. Fångarna togs med tåg till Riihimäki, där bevakningen var dåligt organiserad, och Kara kunde komma undan. Han gömde sig hela sommaren och tog sig till Sovjetryssland under hösten. Han deltog i ryska inbördeskriget och föll i oktober 1919 i Petrograd, nära Detskoje Selo, i strid mot de vita, eventuellt i bakhåll av Nikolaj Judenitjs trupper. En finsk officer påstod senare att han hade skjutit Kara liggande på marken. Den 18 november 1935 dödförklarades han av Hyvinge tingsrätt.